# Angulaticeras
Angulaticeras es un género extinto de cefalópodos pertenecientes a la subclase Ammonoidea.